# Wilopo
Wilopo (Purworejo, 21 ottobre 1908 – Giakarta, 1º giugno 1981) è stato un politico indonesiano, è stato il settimo Primo Ministro dell'Indonesia tra il 1952 ed il 1953.

## Biografia
Nato a Purworejo, Giava Centrale, da giovane studiò in un istituto appartenente al movimento educativo denominato Taman Siswa fondato da Ki Hajar Dewantara, dove più tardi diventò maestro.

Il suo primo incarico governativo fu nel primo e nel secondo gabinetto del Primo Ministro Amir Sjarifuddin, in qualità di Ministro del Lavoro dal 3 luglio 1947 al 29 gennaio 1948.